# Hermann Kriebel

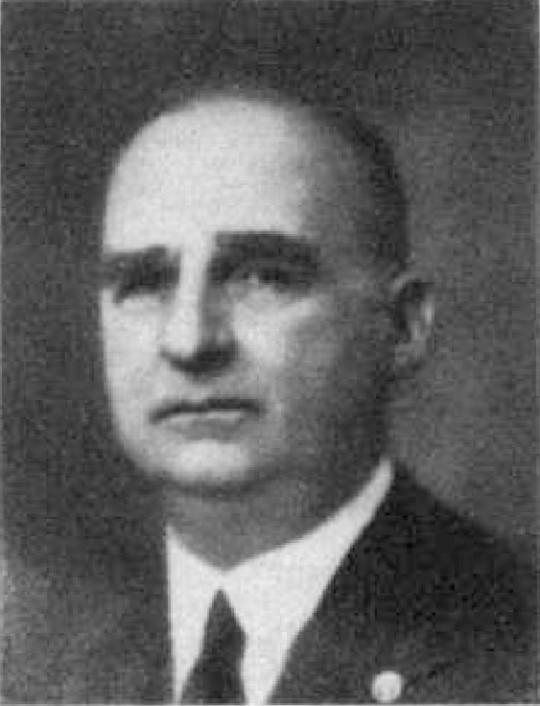
Hermann Kriebel

Hermann Karl Theodor Kriebel (* 20. Januar 1876 in Germersheim; † 16. Februar 1941 in München) war ein deutscher Offizier, Freikorpsführer, SA-Obergruppenführer, Diplomat und NSDAP-Politiker.

## Leben
Hermann Kriebel war der Sohn des bayerischen Generalmajors Karl Kriebel (1834–1895). Der spätere Generalmajor Friedrich von Kriebel (1879–1964)  und der spätere General der Infanterie Karl Kriebel (1888–1961) waren seine Brüder.
Er besuchte die Volksschule in Neu-Ulm und München, das Königliche Maximiliansgymnasium in München, das Lyzeum in Metz und schließlich ab 1888 das Bayerische Kadettenkorps.

### Militärischer Werdegang
Nach dem Beginn eines Studiums der Geschichte an der Universität München entschied er sich, eine militärische Laufbahn in der Bayerischen Armee einzuschlagen. Er trat 1894 als Fähnrich in das 1. Infanterie-Regiment „König“ ein, besuchte die Kriegsschule und wurde im Anschluss 1896 zum Leutnant befördert.
1900 wurde Kriebel nach seinem Übertritt zur Kaiserlichen Marine dem II. Seebataillon zugeteilt und war mit dem deutschen Expeditionskorps zur Niederschlagung des Boxeraufstands bis 1901 in China. 1901 wurde er in das 1. Infanterie-Regiment „König“ zurückversetzt. Von 1904 bis 1907 absolvierte Kriebel die Kriegsakademie, die ihm die Qualifikation für den Generalstab, die Höhere Adjutantur und das Lehrfach aussprach. Dort verfasste er 1906 eine allgemein gelobte Studie zum Einsatz von militärischen Verbänden in Bürgerkriegssituationen: Über die Bezwingung innerer Unruhen, nach den Erfahrungen der Geschichte in der ersten Hälfte des XIX. Jahrhunderts. Von 1908 bis 1910 war Kriebel Stabsoffizier im Bayerischen Generalstab und von 1910 bis 1912 im Großen Generalstab in Berlin unter Generalstabschef Helmuth von Moltke.
Ab 1912 war Kriebel Kompaniechef im 22. Infanterie-Regiment in Zweibrücken. Nach Beginn des Ersten Weltkriegs kämpfte er mit seiner Kompanie ab August 1914 an der Westfront. Von 1915 bis 1916 war er 1. Generalstabsoffizier bei der 8. Reserve-Division, anschließend wurde er 1916/17 beim Stab des XV. Reserve-Korps unter Generalstabschef Julius Ritter von Reichert eingesetzt. Danach war er im Stab Erich Ludendorffs, des Generalquartiermeisters der Obersten Heeresleitung (OHL), im Großen Hauptquartier in Bad Kreuznach (später nach Spa verlegt) tätig, u. a. von November 1917 bis Februar 1918 als Chef der militärischen Abteilung. Dort erlebte er mit, wie Ludendorff durch seine militärische Stellung und Verbindungen zu rechtskonservativen Kreisen politischen Einfluss auf die deutsche Regierungspolitik ausübte.
In der nach dem Waffenstillstandsabkommen von Compiègne-Rethondes vom 11. November 1918 eingesetzten deutschen Waffenstillstandskommission in Spa (Wako-Spa) war der seit 1915 im Rang eines Majors stehende Kriebel Vertreter des Generalquartiermeisters und Bayerns und arbeitete dort bis zur nach dem Friedensvertrag von Versailles erfolgenden Abwicklung der Wako-Spa im Juli 1919. Überliefert (und in der Zeit des Nationalsozialismus häufig zitiert) wurde sein gegen Ende der Verhandlungen gegenüber den Vertretern der Entente geäußerter Ausspruch „Auf Wiedersehen in 20 Jahren!“. 1920 wurde Kriebel auf eigenen Wunsch aus der Armee entlassen; 1921 erhielt er den Dienstrang eines Oberstleutnants a. D.

### Einwohnerwehrführer und Putschist

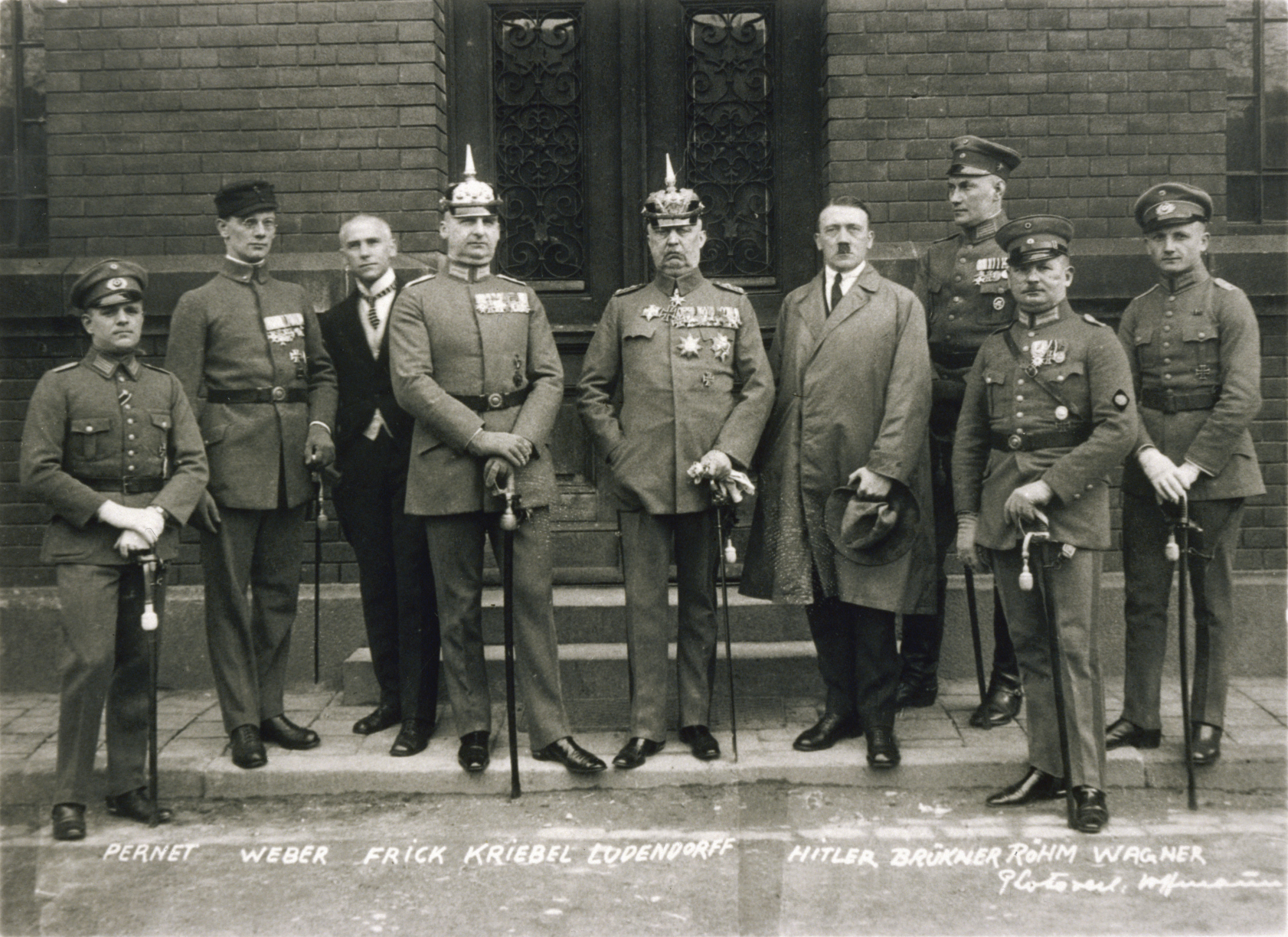
Kriebel (4. von links) und Mitangeklagte am Ende des Hitler-Prozesses 1924, Aufnahme aus dem Bundesarchiv

Ab 1919 engagierte sich Kriebel beim Aufbau der nach der Münchner Räterepublik entstehenden bayerischen Einwohnerwehren und anderer aus diesen hervorgegangener paramilitärischer Organisationen mit „antibolschewistischer“ Ausrichtung. Zunächst war er ab 1. Oktober 1919 Stabschef des Landesverbands der Einwohnerwehren Bayerns und in dieser Funktion am Rücktritt der Regierung Hoffmann im März 1920 beteiligt. Anschließend Stabsleiter der im Mai 1920 gegründeten Organisation Escherich (Orgesch), kam Kriebel 1922 nach einem Zerwürfnis mit Georg Escherich über den bayerischen Wehrverbandführer Otto Pittinger (1878–1926) in Kontakt zu Adolf Hitler. Seit der auf Initiative von Hitlers Verbindungsmann zu den Wehrverbänden, Ernst Röhm, am 4. Februar 1923 erfolgten Gründung der Arbeitsgemeinschaft der Vaterländischen Kampfverbände (einer Dachorganisation verschiedener Wehrverbände, u. a. des von Friedrich Weber geführten Bundes Oberland, des Bundes Reichsflagge unter Adolf Heiß und der von Emil Maurice gegründeten SA unter Hermann Göring) war Kriebel militärischer Führer dieser Organisation.
In den nächsten Monaten hatte Hitler erhebliche Probleme mit „dem schwerfälligen Soldatenverstand“ der militärischen Führung unter Kriebel. Es gelang ihm nicht, die Organisation politisch zu dominieren, und er musste überdies befürchten, den Einfluss über die SA an Röhm, Kriebel und die Reichswehr zu verlieren. Auch für die bayerische Regierung war die Gruppierung ein Problem. „Der Feind“ stand für den bayerischen Ministerpräsidenten Eugen von Knilling im April 1923 zwar links, aber „die Gefahr rechts“. Für am „unbelehrbarsten“ hielt er dabei „die ehemaligen Offiziere wie Oberst Kriebel“. Der hatte zuvor Knillings Entschluss, das Republikschutzgesetz von 1922 auch in Bayern umzusetzen, als „Kriegserklärung der Regierung an die Arbeitsgemeinschaft“ gewertet.
In den folgenden Monaten drängte Kriebel mehrfach darauf, zu putschen und den „Marsch auf Berlin“ zu beginnen. Als der Versuch Hitlers und der Arbeitsgemeinschaft, die Kundgebungen der Linksparteien zum 1. Mai zum Losschlagen zu nutzen, am Widerstand der Reichswehr scheiterte, war es Kriebel, der bis zuletzt gegen den zögernden Hitler die Durchführung der Aktion forderte. Und am 16. Oktober bereitete er durch einen Befehl zum Grenzschutz nach Norden erneut eine Mobilmachung zum Bürgerkrieg vor. Obwohl sich die Maßnahme offiziell gegen die neue thüringische SPD/KPD-Regierung unter August Frölich richtete, ließen Formulierungen wie „Eröffnung der Feindseligkeiten“ und „Vernichtung“ des Gegners an den wahren Beweggründen keinen Zweifel.
Aus der Arbeitsgemeinschaft ging Anfang September 1923 der Deutsche Kampfbund als neue Dachorganisation hervor, wiederum unter militärischer Führung Kriebels. Die politische Führung des Kampfbundes übernahm am 25. September 1923 Adolf Hitler selber. Gemeinsam mit Erich Ludendorff waren Hitler und Kriebel die treibende Kraft in den Planungen zum Hitlerputsch vom 8. November 1923 (die letzten geheimen Vorbereitungsgespräche fanden am Vortag in Kriebels Wohnung statt); gemeinsam führten sie am 9. November den Marsch auf die Feldherrnhalle an. Ludendorffs und Kriebels Ziel war dabei die Einrichtung einer vom Militär gesteuerten konservativen Regierung. „Oberstleutnant Kriebel hatte wohl eher an eine offene oder verdeckte Diktatur der Reichswehr mit national gesinnten Männern an der Spitze gedacht, wie ihn selbst zum Beispiel, die das Reich von Kommunisten, Sozis und anderen vaterlandslosen Gesellen bewahren sollte, als an eine Diktatur des politischen Fantasten [Hitler]“, so der spätere Diplomat Erwin Wickert, der Kriebel in den 1930er-Jahren kennenlernte. Für Kriebel war Hitler 1923 lediglich der Trommler: „Hitler komme für eine leitende Stelle selbstverständlich nicht in Frage, er habe ohnehin nur seine Propaganda im Kopf.“ Den Putsch selbst erlebte Kriebel als rauschhaftes Erlebnis: „Wir zogen dann weiter durch die Stadt, überall begrüßt, mit Jubel begrüßt, durch den Rathausbogen, über den Marienplatz. Der ganze Marienplatz war schwarz von Menschen, die alle noch vaterländische Lieder sangen“.
Nach der Niederschlagung des Putsches wurden Hitler, Ludendorff und andere Verschwörer inhaftiert. Kriebel floh zunächst in den Bayerischen Wald und stellte sich im Januar 1924 freiwillig. Die verhafteten Putschisten wurden am 20. Februar 1924 wegen Hochverrates vor Gericht gestellt. Bei der Urteilsverkündung durch das Volksgericht München unter Richter Georg Neithardt am 1. April 1924 wurde Ludendorff (wegen seiner Verdienste als OHL-Chef im Ersten Weltkrieg) freigesprochen; Hitler, Kriebel, Weber und Pöhner wurden zu je fünf Jahren Festungshaft verurteilt und in die Festung Landsberg überstellt. Sein bei der Reichstagswahl im Mai 1924 für die Nationalsozialistische Freiheitspartei (eine kurzzeitige Listenverbindung der seit November 1923 verbotenen NSDAP mit der ebenfalls verbotenen Deutschvölkischen Freiheitspartei) gewonnenes Mandat konnte Kriebel daher nicht wahrnehmen. Allerdings hatte das Gericht in seinem Urteil verfügt, dass Hitler und Kriebel bereits nach einem Jahr Haft (bei Anrechnung der Untersuchungshaft) auf Bewährung zu begnadigen seien. Nachdem die ursprünglich für den 1. Oktober vorgesehene Freilassung u. a. durch verschiedene Bemühungen der bayerischen Regierung, Hitler im Anschluss nach Österreich auszuweisen, verzögert worden war, wurden Kriebel und Hitler schließlich am 20. Dezember 1924 auf Bewährung entlassen.
Nach der Freilassung übernahm Kriebel zunächst auf Wunsch Hitlers die Redaktion der militärischen Beilage des Völkischen Beobachters, zog sich dann aber 1926 als Gutsverwalter nach Kärnten zurück und war außerdem Generalbevollmächtigter der Vormundschaft zur Verwaltung des Besitzes der minderjährigen Erben. Auch dort engagierte er sich in der Heimwehrbewegung.

### Militärberater in China
1929 ging Kriebel nach China und fungierte dort zunächst als Stellvertreter des Obersts Max Bauer, der als Generalberater der Kuomintang-Regierung von Marschall Chiang Kai-shek für alle militärischen, wirtschaftlichen und politischen Fragen verantwortlich war. Nach dessen plötzlichem Tod im Mai 1929 wurde Kriebel Bauers Nachfolger. Allerdings wurde er bereits im Mai 1930 von diesem Posten wieder abgelöst, als er sowohl in Konflikt mit dem Marschall und dessen chinesischen Beamten als auch mit den deutschen Zivilberatern in China und dem Handelsministerium in Berlin geriet. Die chinesische Seite warf Kriebel dabei seine undiplomatische Vorgehensweise und eine einseitig deutsche Interessen vertretende Haltung vor. Die deutschen Zivilberater hatten sich von Anfang an – angeblich zum Teil aufgrund seiner politischen Vergangenheit – gegen seine Berufung ausgesprochen. Kriebels Nachfolger wurde Georg Wetzell (1869–1947), den Kriebel – genau wie seinen Vorgänger Max Bauer – aus der gemeinsamen Tätigkeit im Stab der OHL (unter Ludendorff) im Ersten Weltkrieg kannte. Kriebel blieb aber als einer der zahlreichen Militärberater bis 1933 in China.
Dort trat Kriebel, der bis Ende der 1920er-Jahre seiner monarchistischen Gesinnung treu geblieben war und laut Aufzeichnungen des Hitler-Adjutanten Fritz Wiedemann „der Bewegung ziemlich fern“ stand, schließlich am 1. Januar 1930 der NSDAP bei (Mitgliedsnummer 344.967). Im Dezember 1933 wurde sein Eintrittsdatum auf den 1. Oktober 1928 rückdatiert (Mitgliedsnummer 82.996), und laut Reichstagshandbuch 1938 sei er der NSDAP sogar schon am 16. November 1922 beigetreten. Die Beschönigungen geschahen sicher auch in der propagandistischen Absicht, Kriebel als „Alten Kämpfer“, der den Nationalsozialisten quasi von Anfang an eng verbunden war, darzustellen.

### Im diplomatischen Dienst
Kriebel, inzwischen SA-Gruppenführer, war nun als Führer der SA für die Verbindung zum Auswärtigen Amt tätig. Im April 1934 wurde er als diplomatischer Quereinsteiger auf besondere Weisung Hitlers zum Generalkonsul I. Klasse in Shanghai ernannt. In dieser Funktion war er nicht für diplomatische Aufgaben zuständig, sondern hatte lediglich Hilfeleistungen in juristischen, kulturellen und wissenschaftlichen Fragen für in China lebende deutsche Staatsbürger zu übernehmen. Als „alter Kampfgefährte“ Hitlers gelang es Kriebel in Shanghai, die Streitigkeiten innerhalb der dortigen Parteiorganisation zu beenden. Sein Ruf ermöglichte ihm auch abweichende Meinungen. Als es im Herbst 1934 um die Entlassung von deutschen Emigranten aus der chinesischen Verwaltung ging, wagte nur Kriebel Widerspruch und berief sich dabei ausgerechnet auf den „Führer“.
Kriebels Einschätzung über China als politische Kraft wurde aber im Auswärtigen Amt und im Propagandaministerium nicht sehr hoch eingeschätzt. Joseph Goebbels notierte in sein Tagebuch: „Kriebel erzählt mir von Ostasien. Er tippt unentwegt auf China. Wenigstens auf die lange Dauer. Wohl ganz zu Unrecht.“ Diese Geringschätzung beruhte auf Gegenseitigkeit. Laut Fritz Wiedemann soll Kriebel nach seiner Rückkehr aus Shanghai geäußert haben, „zwei Männer sollte der Fü[hrer] sofort erschießen lassen, Ribb[entrop] und Goebbels. Was diese beiden Männer uns international schaden, ist nicht zu sagen.“ Auf Besucher wirkte er in diesen Jahren „enttäuscht und resigniert“. Von Hitler schien er nichts mehr zu halten. Schließlich wurde er am 17. Oktober 1937 von seinem Posten beurlaubt und reiste nach Deutschland zurück. Hintergrund für die Ablösung waren offenbar mehrere Schreiben Kriebels an Hitler, in denen er sich offen gegen eine projapanische Politik aussprach.
Seine weitere berufliche Verwendung blieb zunächst unklar. Kriebel fühlte sich „durch die Unsicherheit meiner Zukunft ziemlich gehandicapt“, machte sich aber Hoffnung auf einen Botschafterposten. Aber bei Hitler war er in Ungnade gefallen: „Kr[iebel] kann von mir aus Gesandter in Bulgarien oder so[nst] wo werden, aber an eine wichtige Stelle kommt er nicht mehr.“ Nach mehr als einem Jahr Wartezeit trat er am 10. Januar 1939 seinen Dienst im Auswärtigen Amt an, wo er aber nicht einen diplomatischen Posten mit politischem Einfluss erhielt, sondern am 20. April 1939 zum Leiter der Personal- und Verwaltungsabteilung ernannt wurde und diese Tätigkeit bis zu seinem Tod ausübte.
Bei der Wahl zum „Großdeutschen Reichstag“ am 10. April 1938, zu der ausschließlich die Kandidaten der „Liste des Führers“ angetreten waren, erhielt er ein Reichstagsmandat. Im September 1940 wurde er von Hitler zum Oberst befördert und ihm zum 65. Geburtstag im Januar 1941 der Titel eines Botschafters verliehen. Knapp vier Wochen nach dieser Ehrung verstarb Kriebel nach kurzer Krankheit. Vier Tage nach seinem Tod wurde er in München mit einem aus dem Etat des Propagandaministeriums bezahlten Staatsakt in Anwesenheit von Hitler, Göring, Ribbentrop und Heß geehrt und danach in Niederaschau im Chiemgau beigesetzt. Das Hakenkreuz auf dem Stahlhelm des Grabsteins wurde Anfang Juni 2023 entfernt.
„Eine große Karriere war das nicht für einen Mann, der ein Jahr mit Hitler auf Festung gesessen hatte“, urteilte Wickert rückblickend über Kriebels berufliche Laufbahn.
Kriebels Sohn Rainer (1908–1989) wurde ebenfalls Offizier und brachte es, zeitweilig bei der Abteilung Fremde Heere Ost unter Reinhard Gehlen tätig, bis zum Oberst.

## Publikationen
- Vortrag über Feldmarschall Fürst Windisch-Grätz 1787–1862, veröffentlicht: Schriftenreihe „Zu Beiträgen für die Geschichte der Jahre 1848–1849“, Innsbruck 1929
- Studie zum Einsatz von militärischen Verbänden in Bürgerkriegssituationen: Über die Bezwingung innerer Unruhen, nach den Erfahrungen der Geschichte in der ersten Hälfte des XIX. Jahrhunderts.[7] , In: Schriftenreihe Zu Beiträgen für die Geschichte der Jahre 1848–1849. Innsbruck 1929.